# Гарраф
Гарраф (кат. Garraf) — район (комарка) в Испании, входит в провинцию Барселона в составе автономного сообщества Каталония.

## Муниципалитеты
1. Каньельес
2. Кубельес
3. Оливелья
4. Сан-Пере-де-Рибес
5. Сиджес
6. Виланова-и-ла-Желтру